# 31 Komenda Odcinka Włodawa
31 Komenda Odcinka Włodawa – samodzielny pododdział Wojsk Ochrony Pogranicza.

## Formowanie i zmiany organizacyjne
31 Komenda Odcinka sformowana została w 1945 w strukturze organizacyjnej 7 Oddziału Ochrony Pogranicza.
17 listopada 1945 obsada 31 komendy odcinka wyjechała z Lublina do Włodawy. We Włodawie poszczególne strażnice przygotowywały się do objęcia ochrony granicy .
We wrześniu 1946 odcinek przekazano nowo sformowanemu Lubelskiemu Oddziałowi WOP nr 7. W 1948, na bazie 31 Komendy Odcinka sformowano Samodzielny Batalion Ochrony Pogranicza nr 23.

## Struktura organizacyjna
Dyslokacja 28 Komendy Odcinka przedstawiała się następująco :
- komendantura odcinka i pododdziały sztabowe – Włodawa
- 142 strażnica – Dołhobrody
- 143 strażnica – Sobibór
- 144 strażnica – Zbereże
- 145 strażnica – Świerze

## Dowódcy odcinka
- kpt. Wasyl Goruszkin – 1946[5]